# Yves Hinant
Yves Hinant, né le 30 mars 1968 à Liège, est un réalisateur belge. Réalisateur des émissions Strip-tease et Tout ça (ne nous rendra pas le Congo), il est également l'auteur avec Jean Libon des longs-métrages Ni juge, ni soumise et Poulet frites qui constituent le retour du format Strip-tease au cinéma,. 
Il est lauréat avec Jean Libon du César du meilleur film documentaire pour Ni juge, ni soumise en 2019.

## Biographie
Licencié en journalisme à l'Université Libre de Bruxelles, il commence sa carrière comme journaliste sportif à la RTBF puis intègre l'équipe de Strip-tease en 1984. Il y réalise de nombreux courts et moyens métrages documentaires, dont Martine et Lénine, Femmes d'Église, Madame sans gêne, Le Vert solitaire et Patron de choc. Tiens ta droite en 1995 suit le quotidien d'un jeune liégeois militant néonazi,. Le film connaît une suite cinq ans plus tard, Tiens-toi droite, alors que ce dernier s'apprête à être papa d'une petite fille. Tiens-toi au Coran en 2003 dresse le portrait de Jean-François Bastin, un professeur de français et de mathématiques belge converti à l'Islam, fondateur du parti islamiste PCP avec lequel il prône la Charia dans les rues de Bruxelles,.
En 2007, il est l'auteur de la trilogie documentaire Le flic, la juge et l'assassin, dont une centaine d'heures de rushes est découverte en 2020 dans une salle de montage désaffectée. Cette matière exhumée servira de base au long-métrage Poulet frites sorti en 2022, un polar en noir et blanc.
En 2009, il réalise avec Jean Libon, Eric Cardot et Delphine Lehericey le long-métrage documentaire Les Arbitres qui lève le voile sur la vie et le travail des arbitres pendant le Championnat d'Europe de football 2008.
Yves Hinant est lauréat avec Jean Libon du César du meilleur film documentaire et du Magritte du meilleur documentaire en 2019 pour le film Ni juge, ni soumise, premier long-métrage issu de l'univers Strip-tease projeté au cinéma. Le duo de réalisateurs récidive en 2022 en sortant Poulet frites, second long métrage de la franchise. Ils ont annoncé dans la presse travailler sur un nouveau retour de Strip-tease au cinéma.

## Filmographie

### PourStrip-tease(sélection)
- 1990 : Kit ta mère
- 1995 : Femmes d'Église
- 1995 : Tiens ta droite
- 1996 : Patron de choc
- 1997 : Madame sans gêne
- 1997 : Martine et Lénine
- 2000 : Le vert solitaire
- 2000 : Tiens-toi droite
- 2001 : Ces petits riens qui font beaucoup de choses
- 2003 : Tiens-toi au Coran
- 2004 : Un jour mon Tour viendra...

### PourTout ça (ne nous rendra pas le Congo)
- 2003 : Histoire d'Ivoire
- 2006 : Les croupiers ont les jetons, réalisé avec Linda Kessas
- 2007 : Le flic, la juge et l'assassin (trilogie de 3 x 52')
- 2012 : La casse du siècle, réalisé avec Isabelle Christiaens

### Longs-métrages
- 2009 : Les Arbitres, réalisé avec Jean Libon, Eric Cardot et Delphine Lehericey
- 2017 : Ni juge, ni soumise, réalisé avec Jean Libon
- 2022 : Poulet frites, réalisé avec Jean Libon

## Récompenses et distinctions
- Nomination au Prix Europa 2008 pour Histoire d'Ivoire
- Grand Prix à Louvain 2008 pour Le flic, la juge et l'assassin
- Prix SCAM 2008 pour Le flic, la juge et l'assassin
- Amphore d’or (Meilleur film) et Amphore du peuple (Prix du public) au Festival international du film grolandais de Toulouse, dit le Fifigrot, décerné en 2017 à Ni juge, ni soumise
- César du meilleur film documentaire décerné à Ni juge, ni soumise lors de la 44e cérémonie des César en 2019
- Magritte du meilleur documentaire décerné à Ni juge, ni soumise lors de la 9e cérémonie des Magritte du cinéma en 2019
- Grand prix cinéma décerné à Poulet frites au 26e Festival Polar de Cognac en 2021